# Sydbillingens platå
Sydbillingens platå är ett naturreservat i Falköpings-, Skara och Skövde kommuner.

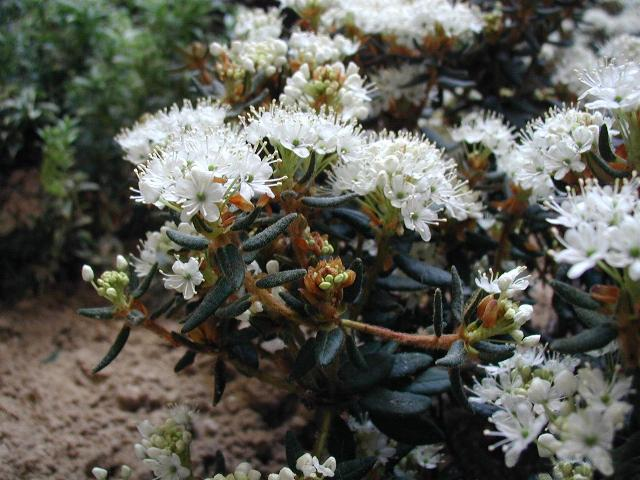
Skvattram

Reservatet utgörs av ett sammanhängande vildmarksområden där berggrunden utgörs av den vulkaniska bergarten diabas. Här finns morän, myrmarker, kärrpartier, skogsområden och torvlager. Sydbillingens platå är ett av södra Sveriges största sammanhängande vildmarksområden. Skogen i området har till stor del sått sig själv, efter att den stått orörd sedan mitten av 1800-talet, och därför räknas den som gammelskog. Innan dess användes området till betning och skogsbruk, men sedan det slutade har skogen fått växa fritt.
I skogen kan man möta och se älg, tjäder, pärluggla samt nötkråka. I området växer skvattram, hjortron och klockljung.
Området är skyddat sedan 1981 och omfattar 1 700 hektar. Det är stundtals svårt att ta sig fram till Sydbillingens platå. Enklaste sättet är att göra det från Skövde, men det går också från Skara-hållet även om det där inte finns några stigar att ta sig fram på.